# باشگاه فوتبال آسکولی
باشگاه فوتبال آسکولی  (به ایتالیایی: Ascoli Calcio 1898) باشگاه فوتبال ایتالیایی است که در شهر اسکولی پیچنو قرار دارد.
این باشگاه در سال ۱۸۹۸ تأسیس شده است.